# Giovanni Lorenzo Berti
Giovanni Lorenzo Berti o Gianlorenzo Berti (Seravezza, 27 giugno 1696 – Pisa, 26 maggio 1766) è stato un teologo e letterato italiano, segretario generale dell'Ordine degli agostiniani.

## Biografia

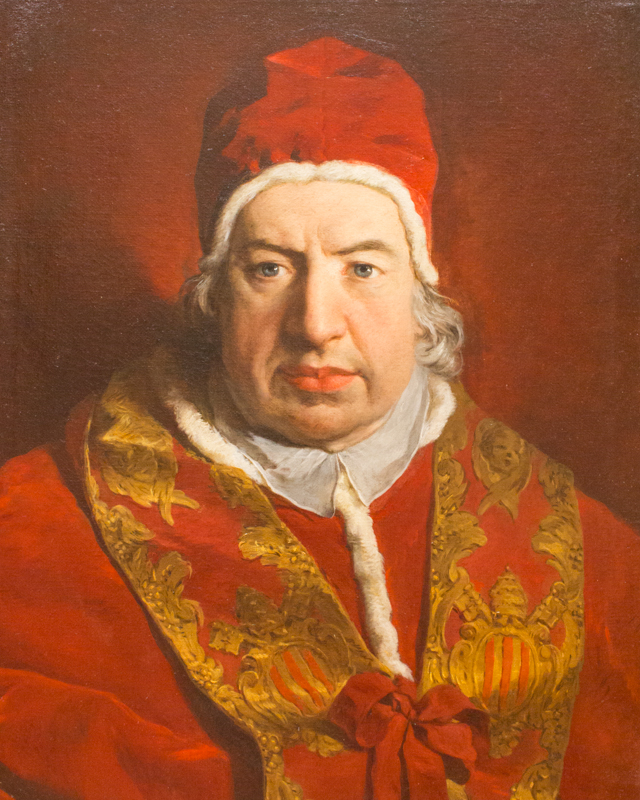
Benedetto XIV

Nato nel 1695 nella toscana Serravezza, di modesta famiglia, entro quindicenne nell'Ordine degli agostiniani nel quale fu poi chiamato ad assumere importanti incarichi: segretario generale dell'Ordine e prefetto della Biblioteca Angelica di Roma.
Uomo di varia cultura, esperto di lingua greca ed ebraica e interessato anche alle discipline matematiche, Berti insegnò storia ecclesiastica nell'Università di Pisa.
Per la sua opera De theologicis disciplinis (Roma 1739-1745), ampia esposizione della teologia agostiniana, fu accusato di giansenismo, ma l'accusa, sostenuta dai vescovi francesi Jean d'Ise de Saléon e Jean-Joseph Languet de Gergy, portata all'esame delle gerarchie ecclesiastiche, fu lasciata cadere per volontà di Benedetto XIV.
Berti in sua difesa pubblicò (Roma, 1747) Augustinianum systema de gratia ab iniqua Bajani, & Janseniani erroris insimulatione vindicatum....
Altra sua opera di rilievo è l'Ecclesiasticae historiae breuiarium (Pisa, 1760), testo di ampia diffusione e che ebbe numerose ristampe sino all'ultima dell'editore Remondini di Bassano del Grappa del 1823.
Nel 1762 fu stampato a Milano Tre consulti, fatti in difesa dell'innesto del vaiuolo da tre dottissimi teologhi toscani viventi. L'opera, in difesa dell'inoculazione nell'individuo da immunizzare, di materiale prelevato da lesioni vaiolose (la "variolizzazione") contiene, oltre a un testo di Berti, altri due articoli dei teologi Francesco Raimondo Adami e Gaetano Veraci.
Morì a Pisa, a sessantanove anni, nel 1766.

## Opere

### In lingua latina
- Joannis Laurentii Berti Florentini ... Librorum De theologicis disciplinis tomus 1. (-8), Romæ, apud Pantheon, excudebat Antonius de Rubeis, 1739-1745. Comprende:

1. Tomus 1. Continens Prolegomena, ac disputationes de existentia, & proprietatibus unius Dei
2. Tomus 2. In quo de Summa Trinitate, de angelis, de rerum corporearum productione, ac de primo homine disputatur
3. Tomus 3. Qui complectitur dissertationes de originali peccato, de hæresibus adversus liberum arbitrium, & gratiam, atque de ipsa gratia reparatoris
4. Tomus 4. In quo traduntur Legum præscriptiones, humanorumque officiorum præcepta
5. Tomus 5. In quo agitur de verbo facto homine, & de mirabili humanæ reparationis Oeconomia
6. Tomus 6. Qui de sacramentis in genere, ac de baptismo, præcipuas dissertationes complectitur
7. Tomus 7. In quo plura traduntur, quæ ad confirmationis, eucharistiæ, & pœnitentiæ pertinent sacramenta
8. Tomus 8. In quo de sacramenti confessione, & satisfactione, necnon de reliquis sacramentis differitur, ac pertractatur.

- Augustinianum systema de gratia ab iniqua Bajani, & Janseniani erroris insimulatione vindicatum, sive refutatio librorum, quorum titulus Bajanismus, et Jansenismus redivivi in scriptis PP. FF. Bellelli, et Berti ... eodem, qui secundo loco insimulatur, auctore, Romae, apud Jo. Mariam Salvionum typographum Vaticanum, 1747.
- Ecclesiasticae historiae breuiarium pars prima [-altera], Pisis, Io. Paulus Giouannelius cum sociis typographus almae Pisanae academiae, 1760. Comprende:

1. Pars prima quae complectitur chronologiae rudimenta, et decem priorum seculorum synopsim
2. Pars altera quae progreditur usque ad annum vulgaris aereae millesimum septigentesimum sexagesimum.

Nuova edizione: Ecclesiasticae historiae breviarium, Editio novissima, Bassani, 2 voll., suis typis Remondini edidit, 1838.
- Augustini latinorum patrum nobilissimi. Quaestionum de scientia, de voluntate, et de providentia dei, necnon De Praedestinatione, ac Reprobatione, atque de gratia reparatoris, Pisa, Ex typographia Augustini Pizzorno, 1766.
- P. Joannis Laurentii Berti ... de haeresibus trium priorum saeculorum tractatus historico-theologicus in tres dissertationes ..., Typographia Bassanensi, Semptibus Remondini Veneti, 1769.

### In lingua italiana
- Delle lodi della città di Pistoja orazione di f. Gianlorenzo Berti agostiniano..., Perugia, appresso il Costantini stamp., 1725.
- Ragionamento apologetico di f. Gianlorenzo Berti agostiniano al dottissimo padre Francescantonio Zaccaria ... corretto coll'esemplare dell'autore,  Venezia, Giovanni Battista Recurti, 1752.
- Disinganno del Padre Fulgenzo Moneta da Bagnone all'autore dell'opera intitolata Storia letteraria d'Italia intorno alla lettera nel IV volume inserita, e ad altri scorsi di penna dello stesso scrittore contro un Agostiniano apologista, Arbenga, 1753.
- Alcuni apologetici scritti contro l'autore della Storia letteraria d'Italia parte prima (-seconda), 2 voll., Napoli, 1757.
- Prose volgari di f. Gianlorenzo Berti agostiniano dedicate al merito sublime di sua eccellenza il signor cavaliere Gaetano Antinori..., Firenze, appresso Andrea Bonducci, 1759.
- Tre consulti, fatti in difesa dell'innesto del vaiuolo da tre dottissimi teologhi toscani viventi e dedicati dall'editore all'eminentissimo principe il sig. cardinale Ignazio Michele Crivelli..., con scritti di Francesco Raimondo Adami e Gaetano Veraci, Milano, appresso Giuseppe Galleazzi, 1762.
- Panegirici, e ragionamenti sagri, e profani del p.m. Gianlorenzo Berti agostiniano..., Firenze, a spese Remondini, 1764.
- Delle glorie dell'antichissima e fedelissima città di Corneto. Orazione del p.m. Gianlorenzo Berti agostiniano, a cura di Giovanni Insolera, Tarquinia, Società Tarquiniense d'arte e storia, 2004. Ristampa anastatica dell'edizione: Roma, Antonio de' Rossi, 1745.